# پپه گویلاووگوی
پپه گویلاووگوی (انگلیسی: Pépé Guilavogui؛ زادهٔ ۲ ژوئن ۱۹۹۳) بازیکن فوتبال اهل گینه است.
وی همچنین در تیم‌های ملی فوتبال زیر ۲۰ سال گینه و گینه بازی کرده است.